# فيلا ريكا
فيلا ريكا (بالإنجليزية: Villa Rica, Georgia)‏ هي مدينة تقع في مقاطعة كارول, مقاطعة دوغلاس بولاية جورجيا في الولايات المتحدة. تبلغ مساحة هذه المدينة 12.7 (كم²)، وترتفع عن سطح البحر 347 م، بلغ عدد سكانها 13956 نسمة في عام 2010 حسب إحصاء مكتب تعداد الولايات المتحدة.

## أعلام
- جيمي باتون
- توماس أ. دورسي
- ديكسي ووكر
- جاي كراودر
- هيرمان ويفر
- رون يونغ

## وصلات خارجية
- http://www.villarica.org/
- Cities & Counties - Georgia.gov